# D. Appleton & Company
D. Appleton & Company a fost o companie americană înființată de Daniel Appleton (10 decembrie 1785 – 27 martie 1849), care a deschis un magazin universal care a inclus cărți. El a publicat prima sa carte în 1831. Publicațiile editate de companie au cuprins treptat întregul domeniu al literaturii. Au fost publicate lucrări ale oamenilor de știință contemporani la prețuri moderate, ca, de exemplu, cele ale lui Herbert Spencer, John Tyndall, Thomas Huxley, Charles Darwin etc. Au existat departamente speciale dedicate cărților medicale și cărților în limba spaniolă pentru piața din America de Sud. Compania și-a făcut un nume puternic în domeniul belles lettres și al istoriei Americii.

## Cronologie
- 1813 Daniel Appleton s-a mutat din Haverhill la Boston și a importat cărți din Anglia
- 1825 S-a mutat la New York și a intrat în afacerile cu cărți împreună cu cumnatul lui, Jonathan Leavitt
- 1831 A publicat prima carte: Crumbs from the Master's Table[2] de William Mason (1719-1791)
- 1848 Daniel Appleton s-a retras; fiul William Henry Appleton (1814-1899) a format un parteneriat cu frații sai, John Adams Appleton (1817-1881), George Swett Appleton (1821-1878), Daniel Sidney Appleton (1824-1890) și Samuel Francis Appleton (1826-1883)
- 1849 Moartea lui Daniel Appleton
- 1869 A apărut revista Appleton's Journal
- 1872 A început să fie publicată revista Popular Science
- 1875 Publicarea inițială a memoriilor generalului William Tecumseh Sherman, una dintre primele memorii ale unui general din Războiul Civil
- 1880 A cofondat American Book Company
- 1881 S-a mutat din Leonard Street și de pe Broadway, pe Bond Street din New York; Journal devine Appleton's Magazine
- 1894 A publicat Songs of the Soil de Frank Lebby Stanton
- 1900 A fost aproape de faliment și a vândut Popular Science; reorganizată de Joseph H. Sears de la Harper's
- 1905 Appleton's Magazine a fost redenumită Appleton's Booklovers Magazine
- 1919 J. W. Hiltman a fost numit președinte
- 1924 A achiziționat Stewart Kidd Publisher Co, fondată în 1914
- 1933 A fuzionat cu The Century Company, înființată în 1881, și a format Appleton-Century Company
- 1945 A vândut departamentul de cărți religioase către Revell Publishing
- 1948 A fuzionat cu F. S. Crofts Co., fondată în anul 1924, pentru a forma Appleton-Century-Crofts.
- 1960 A fost achiziționată de Meredith Publishing Company
- 1973 Divizia Appleton a fost achiziționată de Prentice Hall
- 1974 Divizia New Century a fost vândută către Charles Walther și în cele din urmă a devenit parte a Academic Learning Company, LLC
- 1998 Prentice Hall a fuzionat cu Pearson Education
- 2003 Academic Learning Company, LLC a achiziționat New Win Publishing, care era o divizie a New Century Publishing